# Србија и Црна Гора на Светском првенству у атлетици у дворани 2006.
Србија и Црна Гора је трећи пут учествовала на 11. Светском првенству у атлетици у дворани 2006. одржаном у Москви од 10. до 12. марта. Репрезентацију Србије и Црна Горе представљала су 2 атлетичара (1 мушкарац и 1 жена) који су се такмичили у две дисциплине (1 мушка и 1 женска).
На овом првенству такмичари Србије и Црне Горе нису освојили ниједну медаљу али је оборен један лични рекорд.

## Учесници
| Мушкарци: - Мирослав Новаковић — 60 м препоне | Жене: - Соња Столић — 1.500 м |  |

## Резултати

### Мушкарци
| Атлетичар          | Дисциплина   | Лични рекорд | Квалификације | Квалификације | Полуфинале           | Полуфинале           | Финале               | Финале       | Детаљи |
| Атлетичар          | Дисциплина   | Лични рекорд | Резултат      | Место         | Резултат             | Место                | Резултат             | Место        | Детаљи |
| ------------------ | ------------ | ------------ | ------------- | ------------- | -------------------- | -------------------- | -------------------- | ------------ | ------ |
| Мирослав Новаковић | 60 м препоне | 7,73         | 8,05          | 7. у гр. 2    | Није се квалификовао | Није се квалификовао | Није се квалификовао | 30 / 33 (35) |        |

### Жене
| Атлетичарка | Дисциплина | Лични рекорд | Квалификације | Квалификације | Финале                | Финале  | Детаљи |
| Атлетичарка | Дисциплина | Лични рекорд | Резултат      | Место         | Резултат              | Место   | Детаљи |
| ----------- | ---------- | ------------ | ------------- | ------------- | --------------------- | ------- | ------ |
| Соња Столић | 1.500 м    | 4:20,90      | 4:19,94 ЛР    | 9. у гр. 2    | Није се квалификовала | 16 / 17 |        |